# Csukás-tó (Kolozs megye)
A Csukás-tó, más nevén Kisszéki-tó vagy Széki-tó (románul Lacul Știucilor)
Erdélyben található, Romániában.

## Elhelyezkedése, területe
Az Erdélyi-medencében, Boncnyíres és Szék község határán fekszik. Természetvédelmi terület, terjedelme körülbelül 120 hektár, amiből 26 hektár a tényleges vízfelszín, a többi 94 a tavat körülvevő nádas és növényzet képezi.
A tó egy régi, kibányászott sóhegy helyén keletkezett, azonban napjainkban édes vizű, köszönhetően a tóba torkolló patakoknak, amelyek hordaléka lerakódott a tó fenekén, és meggátolja az édesvíz érintkezését a sóréteggel.

## Egyedisége
A téli időszakban a tó szinte folyamatosan be van fagyva, decembertől márciusig körülbelül 50 cm-es jégréteg fedi.
A Csukás-tónak három fő jellemzője van:
- Jelen pillanatban az egyetlen erdélyi tó, amely nem szenved semmilyen káros emberi beavatkozástól.
- Az ország legmélyebb édesvizű természetes tava, a mélysége körülbelül 10 méter.
- Az egyetlen olyan tó az Erdélyi síkságon, amelyen a Duna deltájához hasonlóan úszó nád keletkezik.[1]

## Természetvédelmi terület
A természetvédelmi területen belül megengedett a sporthorgászat. A tó az ismertségét nagyrészt ennek köszönheti ugyanis, nagy mennyiségű csuka (Esox lucius) található a vizeiben. Megengedett a sátorozás és a túrázás is. Tiltott azonban a hálóval való halászat, a vadászat mind a természetvédelmi területen, mind azon kívül, és a madarak fészkének a háborgatása.
A természetvédelmi területen több mint százféle madárfajt azonosítottak, ezekből 30 faj vízben vagy vizes környezetben él. Ezek között megtalálható az európai szinten nagyon ritka rozsdás kacsa, a barna rétihéja és a törpegém. A halfajták közül megtalálható főként a csuka, de nagy mennyiségben van kárász, compó, sügér, és keszeg is.